# Trace Mobile
 (février 2025).
Motif : Notoriété encyclopédique pour cet article de 2005 ? Une mention dans Trace Group ?
- Archive Wikiwix
- Bing
- Cairn
- DuckDuckGo
- E. Universalis
- Gallica
- Google
- G. Books
- G. News
- G. Scholar
- Persée
- Qwant
- (zh) Baidu
- (ru) Yandex
- (wd) trouver des œuvres sur Wikidata

| 1. | Préciser le motif de la pose du bandeau. | Précisez le motif de la pose du bandeau en utilisant la syntaxe suivante : {{admissibilité à vérifier\|date=mars 2025\|motif=remplacez ce texte par le motif}}                    |
| 2. | Informer les utilisateurs concernés.     | Pensez à avertir le créateur de l'article, par exemple, en insérant le code ci-dessous sur sa page de discussion : {{subst:avertissement admissibilité à vérifier\|Trace Mobile}} |

Pour les articles homonymes, voir Trace.
 (juillet 2012).
Trace Mobile est un opérateur de réseau mobile virtuel (MVNO) créé en 2005, qui utilise des accords de licence avec des opérateurs mobiles.

## Historique
Créé en 2005 Trace Mobile utilisait au départ aux Antilles-Guyane le réseau de Digicel, puis le réseau Only d'Outremer Telecom.
Depuis le 9 juillet 2012, Trace Mobile utilise le réseau d'Orange Caraibe pour son offre basée sur la Guadeloupe, la Martinique, la Guyane et les Iles du Nord (Saint-Barthélemy et Saint-Martin).
L'offre Trace Mobile cible les jeunes des Antilles françaises (Guadeloupe, Martinique, Saint-Martin et Saint-Barthélemy) et de la Guyane.
Trois concerts géants réunissant de nombreux artistes caribéens ont accompagné le lancement de " Trace mobile by Orange " en Guyane le 11 juillet 2012, en Martinique le 14 juillet 2012 et en Guadeloupe le 15 juillet 2012.
En 2015,Trace Mobile se déploie en Afrique du Sud en partenariat avec l’opérateur téléphonique Cell C. L’offre propose : Facebook, WhatsApp, service de streaming musical développé avec Universal Music, service de rencontres, places de concerts, rencontres avec des artistes…

## Annexe